# Бхарадваджа
Бхарадва́джа (भरद्वाज / भारद्वाज) — один з «семи мудреців» Індії. Батько Дрони, наставника Кауравів і Пандавів, двох кланів однієї родини, опис війни яких між собою міститься в індійському епосі «Махабгарата». Мудрецю присвячена одна з поз йоги (асан), яка називається Бхарадваджа-асана.